# Dirk Boest Gips
Dirk Boest Gips (ur. 30 lipca 1864 w Dordrechcie; zm. 11 listopada 1920 w Hadze) – holenderski strzelec.
Gips w wieku 35 lat uczestniczył na Letnich Igrzyskach Olimpijskich 1900, w których to reprezentował Holandię w dwóch konkurencjach strzelectwa: pistolet dowolny, 50 m oraz pistolet dowolny, 50 m, drużynowo. Strzelec uzyskał brązowy medal za rywalizację drużynową.
Przez długi czas jego prawdziwe nazwisko nie było znane, a olimpijczyk był nazywany w oficjalnych protokołach van Haan. Większość źródeł wskazywany na Gerardus van Haan lub Gerardus van Loon. Dopiero 40 lat później holenderski historyk olimpijski Anthony Bijkerk zainteresował się sprawą „brakującego strzelca”. W 2000 roku opublikował artykuł w  Journal of Olympic History, w którym dał dowody, że „brakujący strzelec” miał na imię „Dirk Boest Gips”.